# Robert Hoke
Robert Frederick Hoke (27 mai 1837 - 3 juillet 1912) était un général confédéré pendant la guerre de Sécession, présent à l'une des premières batailles, Big Bethel, où il fut félicité pour son sang-froid et sa capacité de jugement. Blessé à Chancellorsville, il récupéra à temps pour défendre Petersburg et Richmond, mais sa brigade se distingua à Cold Harbour (juin 1864), un événement reconnu par Grant comme sa plus grosse défaite. Hoke devint plus tard homme d'affaires et directeur de chemin de fer.

## Début de sa vie et carrière
Robert Frederick Hoke est né à Lincolnton, Caroline du Nord, il était le fils de Michael et Frances Burton Hoke. Il avait une sœur cadette, Marie. Leur père était avocat, orateur, et candidat démocrate malheureux au poste de gouverneur de Caroline du Nord en 1844. Michael Hoke décéda peu après avoir perdu cette élection. Sa mort « eut des effets durables » sur l'opinion politique de Robert Hoke.
Le fils détestait la politique et évitait toute implication, rejetant plus tard le poste de gouverneur. Robert Hoke étudia à la Pleasant Retreat Academy (en). Il étudia ensuite à l'institut militaire du Kentucky dont il fut diplômé en 1854. Hoke retourna à Lincolnton, où il géra divers intérêts commerciaux de la famille pour sa mère qui était veuve. Il s'occupa notamment d'une filature de coton et d'usines de fer.

## Services pendant la guerre de Sécession

### 1861-1863
La Caroline du Nord ayant fait sécession avec l'Union, Hoke, alors âgé de 24 ans, décida de s'enrôler dans la compagnie K du 1er régiment d'infanterie de la Caroline du Nord, occupant le poste de sous-lieutenant. En quelques mois, il fut promu au grade de capitaine et fut félicité pour « son sang-froid, son jugement et son efficacité » dans le rapport de D.H. Hill sur la bataille de Big Bethel. Il fut ensuite promu major en septembre.
À la suite de la réorganisation des troupes de la Caroline du Nord, Hoke fut nommé lieutenant-colonel du 33e régiment de Caroline du Nord. Il fut cité pour sa bravoure lors de la bataille de New Bern en mars 1862, où il assuma le commandement du régiment dont le colonel, C. M. Avery, venait de se faire capturer. Il dirigea le 33e tout au long de la campagne de la Péninsule, il faisait alors partie de la brigade de Lawrence O. Branch (en). Hoke fut promu au grade de colonel avant la Campagne de Virginie Septentrionale et prit part à la Seconde bataille de Bull Run, ainsi qu'à la bataille d'Antietam lors de la campagne du Maryland.
Après le retour de captivité du colonel Avery, Hoke fut affecté dans le poste de commandant du 21e de la Caroline du Nord, dans la brigade d'Isaac R. Trimble, dans la division de Jubal Early. Hoke dirigea la brigade lors de la bataille de Fredericksburg et aida à repousser une attaque des forces de l'Union obéissant au major-général George Meade.
Hoke fut promu brigadier général le 17 janvier 1863, et assura le commandement permanent de la brigade de Trimble, qui était composée de cinq régiments de la Caroline du Nord. Il fut gravement blessé en défendant Marye's Heights lors de la bataille de Chancellorsville et renvoyé à la maison pour récupérer. Le commandement de sa brigade revint au colonel Isaac E. Avery (en). Hoke rata le reste des campagnes de l'année.

### 1864-1865
Hoke reprit le commandement de sa brigade à Petersburg, Virginie en janvier 1864, ce qui le conduisit jusqu'en Caroline du Nord où il organisa des attaques sur New Bern et Plymouth. Lors de ce dernier engagement (en) le 17 avril, Hoke captura une garnison de 2 834 soldats de l'Union. Le Congrès des États confédérés vota le 17 mai pour remercier l'action de Hoke et ses hommes à Plymouth. Hoke fut promu major-général le 23 avril 1864 (classement du 20 avril), et on lui confia le commandement de ce que l'on appela la division de Hoke dans le département de la Caroline du Nord et de la Virginie du sud. En mai, il fut convoqué avec ses troupes en Virginie au moment où l'Army of the James, armée de l'Union, menaçait Richmond (en) et Petersburg. À la tête de six brigades d'infanterie, Hoke servit avec distinction lors d'actions diverses, il prit notamment part à la bataille de Cold Harbor où sa division joua un rôle important en mettant fin à plusieurs attaques de l'Union.
En décembre, la division de Hoke fut envoyée en Caroline du Nord au moment où l'état était menacé par les forces de l'Union. Hoke combattit pour défendre Fort Fisher entre le 13 et le 15 janvier 1865. Il combattit également lors de la campagne des Carolines et de la bataille de Bentonville, où il repoussa plusieurs attaques des forces menées par le major-général William T. Sherman jusqu'à ce qu'un nombre écrasant de soldats se missent à faire reculer les Confédérés.
Hoke se rendit avec l'armée de Joseph E. Johnston à Bennett Place, près de Durham et fut libéré sur parole le 1er mai 1865. Il a été gracié par le gouvernement des États-Unis le 14 juin 1865.

## Activités d'après-guerre

### Mariage et famille
Hoke développa des liens dans le nord lorsque le 7 janvier 1869, il épousa Lydia Van Wyck qui était issue d'une famille politique de premier plan de New York. Un de ses beaux-frères, Robert A. Van Wyck, était maire de New York et un autre, Augustus Van Wyck (en), fut un candidat malchanceux au poste de gouverneur de l'État de New York, perdant face à Theodore Roosevelt.
Les Hoke avaient six enfants. Leur fils Michael Hoke (en) devint un célèbre orthopédiste exerçant à Atlanta, Géorgie, et fut un des fondateurs du Shriner's Children Hospital.

### Carrière ultérieure
Après la guerre, Hoke retourna à la vie civile et s'engagea dans diverses activités, notamment dans les domaines de l'assurance et de l'exploitation aurifère. Il devint le propriétaire principal d'une mine de fer près de Chapel Hill et d'une autre dans le comté de Mitchell. Il servit également en tant que directeur du North Carolina Railroad (en) pendant de nombreuses années. La construction de chemins de fer créait de nouveaux réseaux à travers le sud et de nouvelles opportunités pour les entreprises.
Hoke était propriétaire d'un resort et d'une compagnie d'eau en bouteille à Lithia Springs dans le comté de Lincoln. Ces zones étaient des lieux de retraites estivales populaires.
Ayant obtenu des réussites pendant la guerre et dans les affaires, les politiciens essayèrent de recruter Hoke dans différentes fonctions, lui offrant même le poste de gouverneur de l'état. Il refusa, ayant définitivement tourné la page avec la politique alors qu'il n'était encore qu'un enfant, lors de la mort de son père.
Hoke mourut à Raleigh et fut enterré avec les honneurs militaires au cimetière appelé Historic Oakwood Cemetery (en).

## Héritage et honneur
Avant sa mort, le comté de Hoke, en Caroline du Nord, fut nommé en son honneur.
La 78e section des United Daughters of the Confederacy fut nommée pour l'ancien général, tout comme le Camp 1616 des Sons of Confederate Veterans (en).

## Source
- (en) Cet article est partiellement ou en totalité issu de l’article de Wikipédia en anglais intitulé « Robert Hoke » (voir la liste des auteurs).